# 25-фунтовая пушка-гаубица
Ordnance QF 25 pounder (англ. Royal Ordnance Quick Firing 25-pounder, или просто 25-фунтовка) — 87,6-мм английская полевая пушка-гаубица, которая была принята на вооружение перед Второй мировой войной и была основной артиллерийской системой в британской армии до начала 1960-х гг. В небольших количествах орудия этого типа служили в Великобритании в качестве учебных до 1967 года, тогда как многие страны Британского Содружества продолжали использовать их и далее. 25-фунтовая пушка-гаубица входит в число лучших орудий Второй мировой войны благодаря универсализму применения. Несмотря на свой небольшой калибр по сравнению с другими орудиями той эпохи, 25-фунтовка была снята с вооружения только из-за проводимой в НАТО политики стандартизации вооружений. Более того, британские артиллеристы были отнюдь не в восторженных настроениях по поводу снятия с вооружения проверенной временем и боями 25-фунтовки. Последний раз 25-фунтовое орудие использовалось в бою британскими войсками в Омане в 1972 году.

## Конструкция

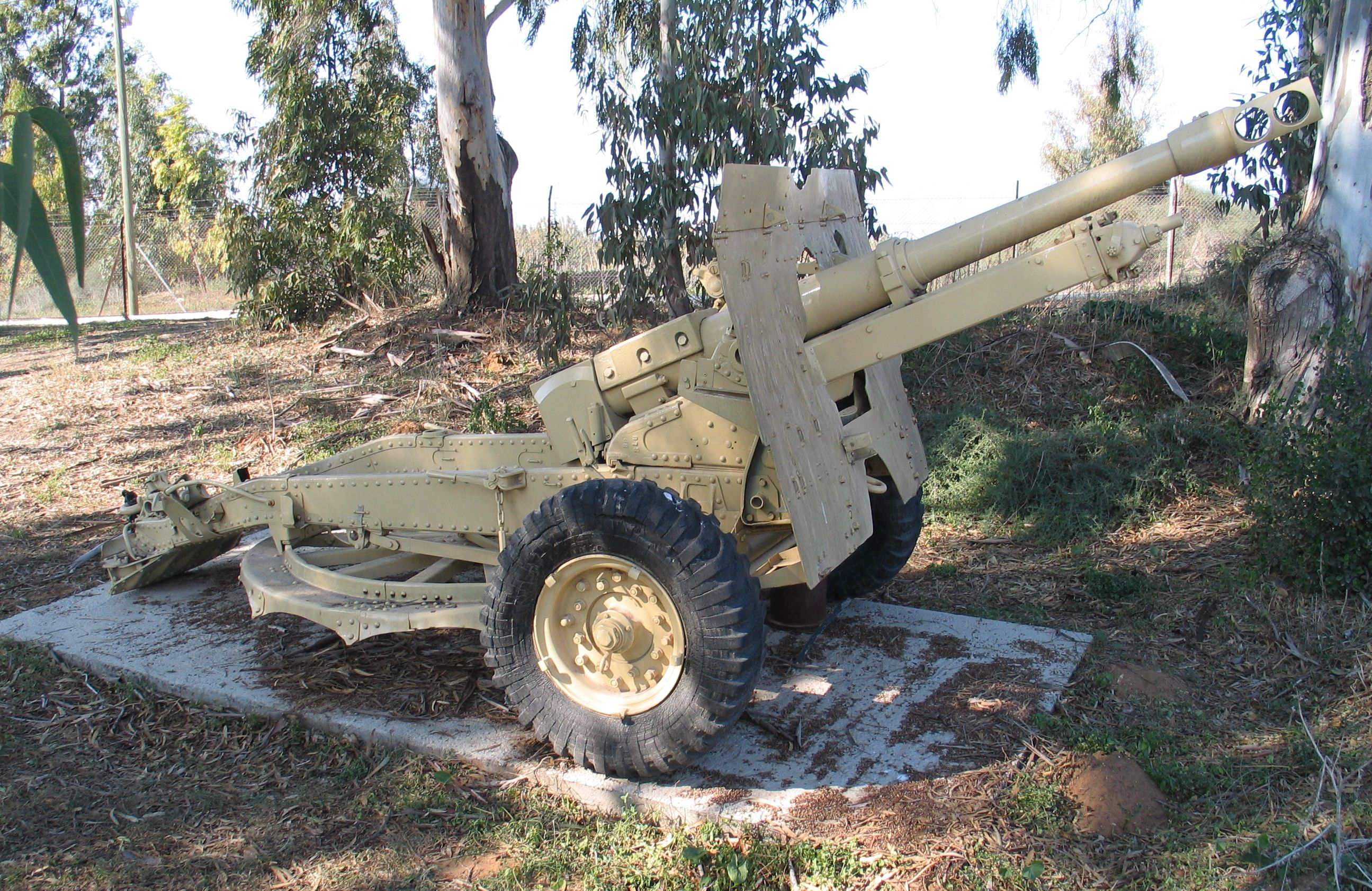
поворотный круг под брусом

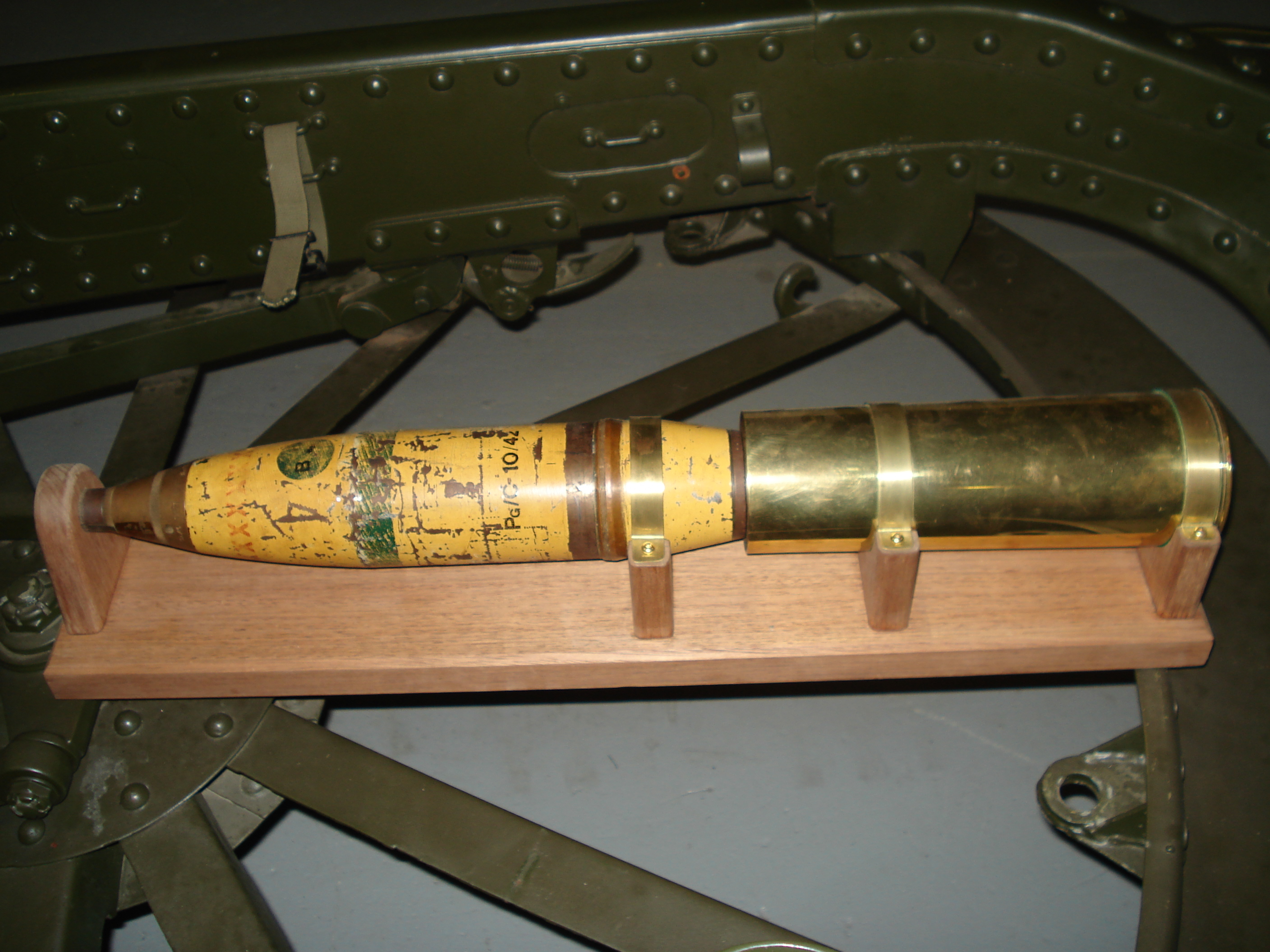
Выстрел

Конструкция орудия была в значительной степени результатом инженерных поисков, призванных заменить 18-фунтовую (84-мм) полевую пушку и 4,5-дюймовую (114-мм) гаубицу, которые были важным оружием в Первую мировую войну. Основной идеей этого поиска была постройка такого орудия, которое сочетало возможность огня прямой наводкой у 18-фунтовой пушки и высокого угла возвышения гаубицы. Калибр снаряда для такой гаубицы-пушки выбрали промежуточным по размеру между 3,5 и 4 дюймами (89—102 мм), масса снаряда при таком калибре оказалась около 30 фунтов (14 кг).
Развитие конструкции в межвоенный период было серьёзно замедлено недостатком финансирования и по его ходу было решено построить «новую» конструкцию на базе уже существующей 18-фунтовой пушки, оснастив её подрессориванием и пневматическими шинами для механической буксировки с высокой скоростью. В результате получилось 3.45-дюймовое (88-мм) орудие, стреляющее 25-фунтовыми (11 кг) осколочно-фугасными снарядами. Качающаяся часть орудия была смонтирована на однобрусном лафете от 18-фунтовой пушки, который включал поворотный круг под брусом. Когда орудие использовалось для стрельбы прямой наводкой, поворотный круг опускался на грунт под колесами, обеспечивая плоскую поверхность, которая позволяла артиллеристам быстро поворачивать ствол в любом направлении.
Тогда как старые конструкции орудий использовали унитарный боеприпас, 25-фунтовое орудие оснащалось гильзами с тремя различными метательными зарядами. Это позволило увеличить гибкость выбора траектории за счёт выбора подходящей мощности метательного заряда. Артиллерийские выстрелы из снаряда и гильзы с подходящим зарядом подготавливались заранее до открытия огня, что позволяло стрелять так же быстро, как и со старым одиночным зарядом. Разнообразие зарядов позволяло орудию вести стрельбу на всех углах возвышения без перегрузок лафета. В дополнение к этим зарядам существовали ещё два вспомогательных заряда, которые заполняли диапазон между тремя основными зарядами и один усиленный заряд для стрельбы на максимальную дальность в 13 400 ярдов (12 250 м). Введение усиленного заряда потребовало оснащения поздних моделей орудия дульным тормозом.

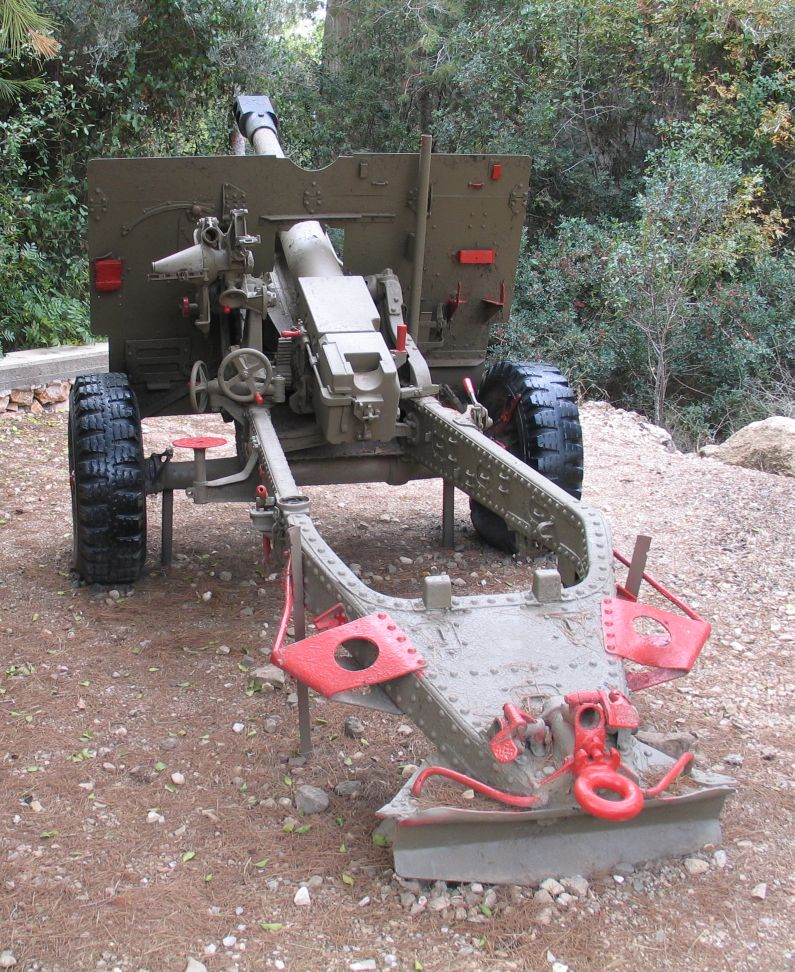
Качающаяся часть орудия была смонтирована на однобрусном лафете

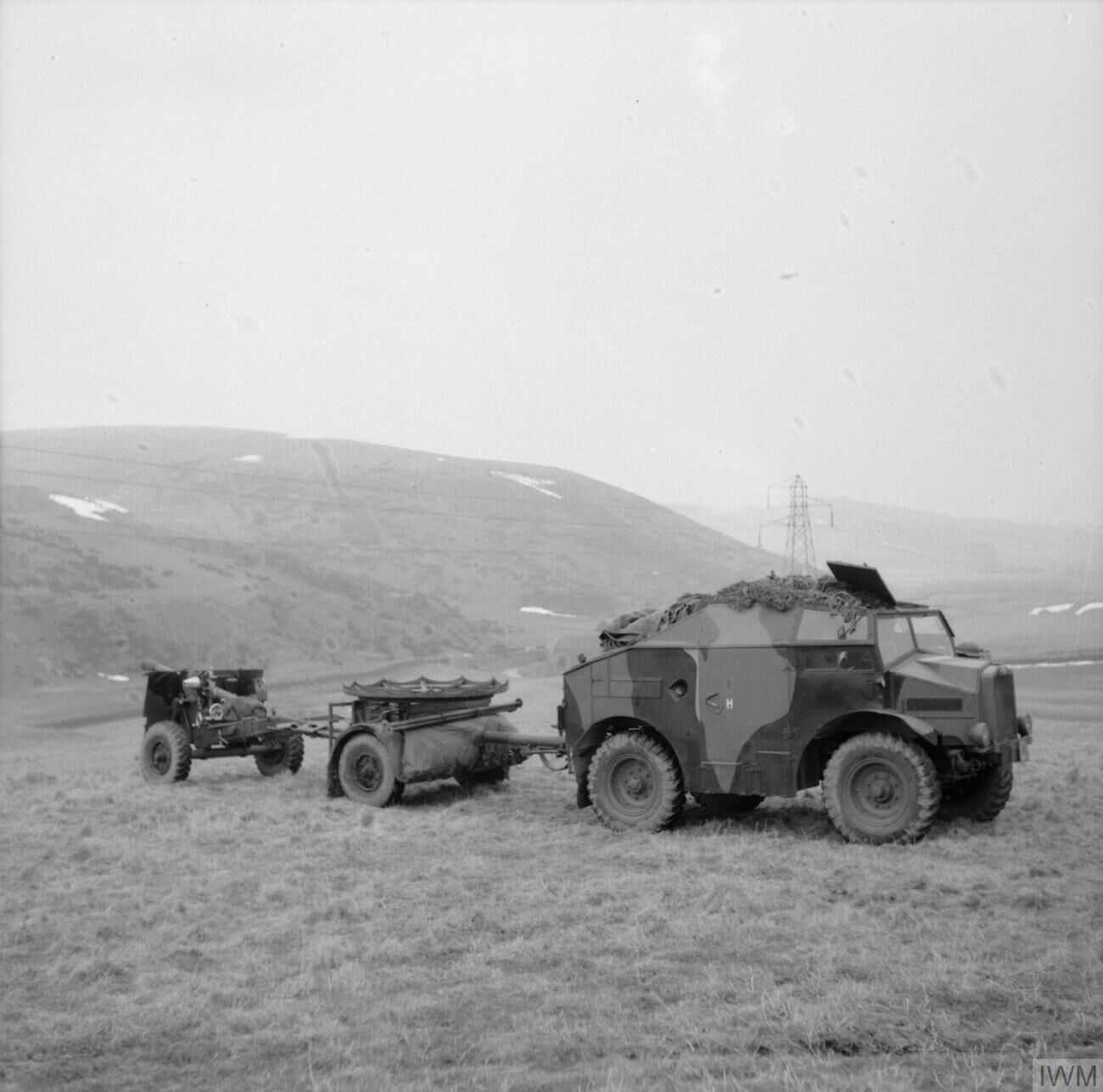
На марше пушка-гаубица сцеплялась с передком, а тот уже сцеплялся с тягачом.

Орудие оснащалось перископическим прицелом для борьбы с бронетехникой и другими целями при стрельбе прямой наводкой; для стрельбы с закрытых позиций имелся стандартный панорамный прицел. Большое броневое щитовое прикрытие защищало расчёт орудия и могло оборудоваться перископом.
Важной частью орудия был его передок. На марше пушка-гаубица сцеплялась с передком, а тот уже сцеплялся с тягачом. В передок загружался боезапас (32 выстрела) и комплект запасного инвентаря с принадлежностями к орудию.

## Боеприпасы
Главным снарядом 25-фунтовой пушки-гаубицы была осколочно-фугасная граната, но орудие было способно стрелять дымовыми, осветительными и агитационными снарядами. При стрельбе прямой наводкой орудие снабжалось небольшим числом 20-фунтовых (9 кг) сплошных калиберных бронебойных снарядов. Позже они были заменены на более мощную версию с баллистическим наконечником. Кумулятивный снаряд разрабатывался в Канаде, но введение 17-фунтовой противотанковой пушки привело к закрытию работ по кумулятивному снаряду.

## История и оргструктура

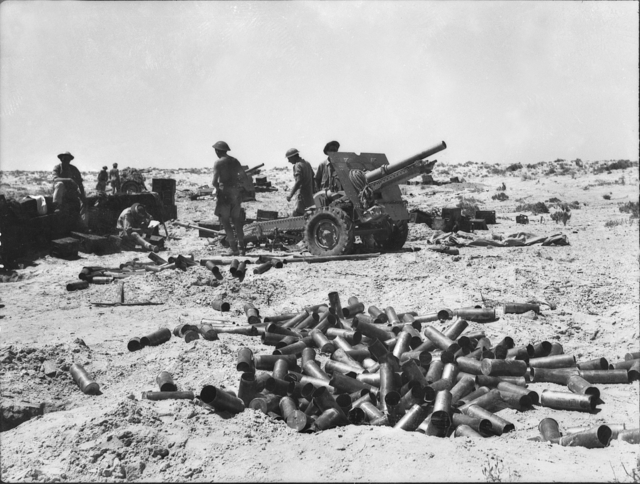
Австралийская 25-фунтовка под Эль-Аламейном в июле 1942 года (AWM 024515).

25-фунтовое орудие было основой и главной силой полевой артиллерии пехотных дивизий Британского Содружества в течение Второй мировой войны. Во все время войны каждая пехотная дивизия по британскому образцу организационно-штатной структуры имела 72-е 25-фунтовых пушки-гаубицы. Каждый из трёх полков дивизии имел 24 орудия в составе трёх восьмиорудийных батарей.
Поняв полезность американского самоходного орудия М7 «Прист» (Priest, англ.  Священнослужитель), англичане разработали похожую самоходную артиллерийскую установку (САУ) Sexton (с англ. — «Пономарь»). Эта САУ представляла собой 25-фунтовое орудие на шасси танка Ram, который в свою очередь базировался на конструкции американского среднего танка M3 «Ли» (Lee). Также была разработана САУ Bishop (с англ. — «Епископ») с установкой 25-фунтовки на шасси танка «Валентайн» (Valentine). Однако в большинстве случаев орудие было буксируемым, вместе с передком его перевозил полевой артиллерийский тягач "Моррис" C8 4x4, называемый «Квад» (Quad). Ранние 25-фунтовые орудия перевозились гусеничной машиной «Дракон» (Dragon).
Даже по стандартам Второй мировой войны, 25-фунтовка была в лёгкой весовой категории. Большинство стран (Германия, США) начали войну с ещё более лёгкими 75-мм орудиями, но быстро перешли к 105-миллиметровому или ещё более крупному калибру. Тем не менее 25-фунтовка рассматривается как одно из лучших орудий той эпохи, в частности благодаря высокому поражающему действию своих осколочно-фугасных снарядов.
Введение в НАТО всеобщей стандартизации привело к замене 25-фунтовок на гаубицы калибра 105 мм. Однако многие 105-мм гаубицы зарекомендовали себя не с лучшей стороны в бою, так как попытка сделать орудие этого калибра с массой как у 25-фунтовки привела к значительному снижению надёжности конструкции. Это позволило 25-фунтовке продержаться на вооружении воздушно-десантных и горноегерских частей ещё многие годы, а в конечном итоге её заменой стала не гаубица, а миномёт.
Последним британским подразделением, стрелявшим из 25-фунтовок в полевых условиях (не церемониальный залп), был Gun Troop of the Honourable Artillery Company в 1992 году.

## Боевое применение
QF 25 pounder приняла боевое крещение в начале Второй мировой войны, в экспедиционных боях британской армии за Норвегию и Францию, и в дальнейшем широко использовалась на протяжении всей войны. Орудие применялось для стрельбы с закрытых позиций по окопанной и открыто расположенной живой силе противника, его артиллерии, фортификациям и заграждениям, важным объектам во вражеском ближнем тылу.

## Варианты

### Mark I
Официально известная как Ordnance, Quick Firing 25 pounder Mark I, или кратко как QF 25 pdr Mk.I, эта переделка 18-фунтовки впервые поступила на службу в вооружённые силы Великобритании в ранних 1930-х гг. Часто обозначаемые как 18/25 pdr, эти орудия в своём большинстве были потеряны в норвежской кампании 1940 года. Большая их часть была захвачена немцами, которым они настолько понравились, что ряд своих артиллерийских частей немцы оснастили только этими орудиями. Эти части были развернуты в Нормандии перед высадкой союзников, в результате по иронии судьбы возникали перестрелки из 25-фунтовок с обеих сражающихся сторон.

### Mark II

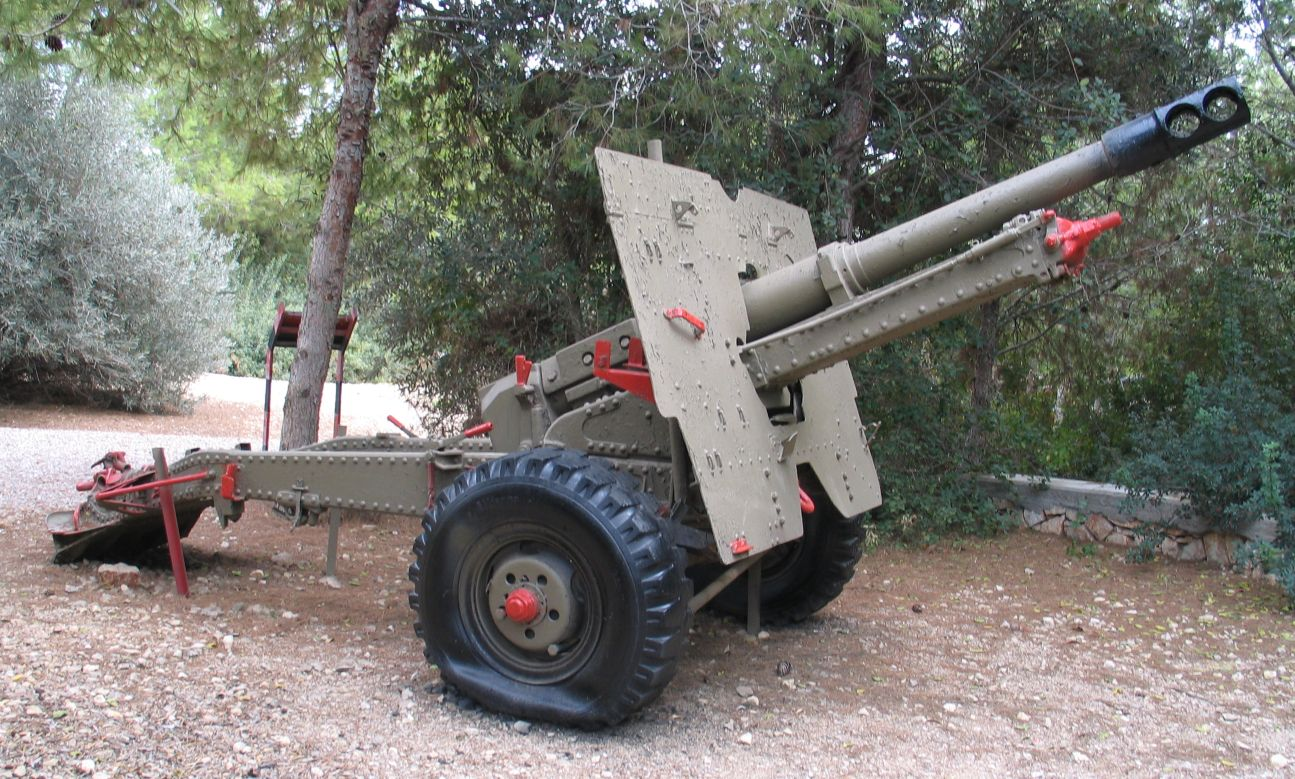
25-фунтовка с дульным тормозом

Mark II, многие из которых были построены в Квебеке, Канада, были приняты на вооружение Королевской Канадской Артиллерии в 1940 году. Дальнейшее введение «усиленного» заряда для увеличения дальности стрельбы до 13400 ярдов (12250 м) привело к ударной перегрузке лафета и вынудило оснастить орудие дульным тормозом для смягчения отдачи. Пушки-гаубицы этой модификации известны как Mark II/1. Заметный дульный тормоз стал хорошо известной отличительной особенностью орудия, которая позволила легко отличать 25-фунтовку от других пушек.

### Mark III, IV, V
Mark III представляет собой Mk.II с модифицированным лотком-приёмником снаряда для предотвращения выпадания последнего при заряжании на больших углах возвышения. С дульным тормозом они стали Mark III/1, тогда как Mark IV означались новые орудия, которые были оснащены дульным тормозом уже на заводе. Лафет Mark II был сконструирован для облегчения механической буксировки, а у Mark III в брусе лафета появился вырез для увеличения угла возвышения. Ни тот, ни другой лафет не были очень надёжными и не получили широкого распространения. С появлением специализированных противотанковых пушек однобрусная конструкция лафета уже более не рассматривалась как важная деталь и следующая модификация Mark V получила лафет с двумя раздвижными станинами. Это позволило увеличить угол горизонтального обстрела без поворота орудия как целого.

### Short Mark I
Short Mark I, неофициально известная как Baby 25 pounder — австралийский вариант с укороченным стволом на более лёгком лафете. Предназначалась для боевых действий в джунглях и использовалась в Юго-Восточной Азии и на тихоокеанском ТВД. Орудие было разборным и могло перевозиться лёгкими транспортными средствами.

## Тактико-техническая характеристика
- Калибр, дюймов : 3.45 (88 mm)
- Затвор : клиновый
- Темп огня, выстрелов/мин : 5
- Дульная скорость, м/с : 518 (Заряд № 3)
- Масса снаряда, кг : 11.5
- Максимальная дальность стрельбы, м : 12250 (усиленным зарядом)
- Масса, т : 1.8
- Длина, м : 2.4
- Расчёт, чел. : 5